# Canejan
Canejan (španělsky Caneján) je španělská obec v Údolí Arán, v západní části autonomní oblasti Katalánsko. Žije zde 101 obyvatel.